# آنکر
آنکر (به فرانسوی: Ancre) یک رود در فرانسه است که در سم (فرانسه) واقع شده‌است.